# Forstern
Forstern è un comune tedesco di 3 184 abitanti, situato nel land della Baviera.